# Uova Fabergé

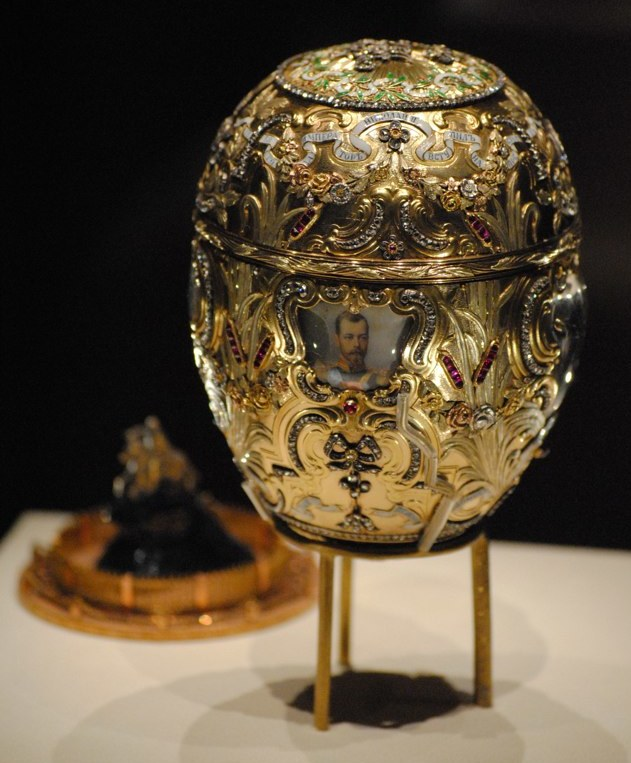
Uovo di Pietro il Grande (1903)

Le Uova Fabergé sono delle opere di gioielleria realizzate come uova di Pasqua e ideate presso la corte dello zar di tutte le Russie da Peter Carl Fabergé, della omonima compagnia, fra il 1885 e il 1917.
Nei 32 anni della loro produzione sono state realizzate fino a un massimo di tre uova all'anno, sia per la corte imperiale, sia per committenti privati, per un totale di 69 uova stimate. Di queste 69, 52 sono state realizzate per la corte e 46 sono ancora esistenti.
Le uova sono molto varie nelle caratteristiche tecniche e nell'aspetto: variano nelle dimensioni da quelle di un uovo di gallina a quelle di un uovo di struzzo, sono realizzate in una grande quantità di materiali pregiati e rivestite in smalti colorati, pietre o metalli oppure sono trasparenti, sono decorate in stile rococò o Art Nouveau o altri ancora, si aprono in maniera longitudinale, trasversale oppure ad ante, contengono come sorprese immagini, orologi, giocattoli o altro, posseggono coronazioni e piedistalli più o meno elaborati, e molte altre caratteristiche ancora. La maggior parte delle uova è esposta al pubblico in vari musei del mondo, ma alcune sono conservate in collezioni private.

## Storia

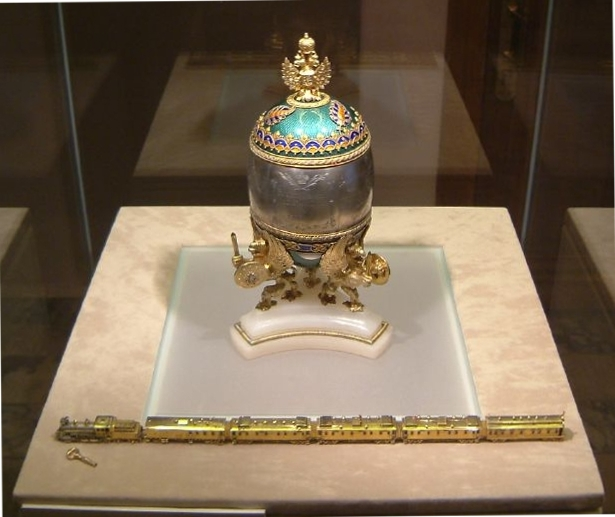
Uovo della Transiberiana (1900).

Fabergé e i suoi orafi hanno progettato e costruito il primo uovo nel 1885 su commissione dello zar Alessandro III di Russia come sorpresa di Pasqua per la moglie Maria Fëdorovna. L'uovo replica quello di una gallina in maniera verosimile per colore e dimensione: di colore bianco con smalto opaco, ha una struttura a matrioska e contiene un tuorlo tutto d'oro, contenente a sua volta una gallinella ricoperta d'oro e smalti con gli occhi di rubino, la quale ancora racchiude una copia in miniatura della corona imperiale contenente un piccolo rubino a forma d'uovo. L'uovo è oggi noto come Gallina e la zarina ne fu così contenta che Fabergé fu nominato da Alessandro gioielliere di corte e incaricato di costruire ogni anno un uovo di Pasqua, con la condizione che ogni uovo doveva essere unico e doveva contenere una sorpresa.
A partire dal 1895, anno in cui morì Alessandro III e salì al trono il figlio Nicola II, vennero prodotte due uova ogni anno: uno per la nuova zarina Aleksandra Fëdorovna Romanova e uno per l'imperatrice madre. In alcuni anni vennero inoltre realizzate altre uova per committenti privati. Nessun uovo venne fabbricato nel 1904 e nel 1905 per via delle restrizioni imposte dalla Guerra russo-giapponese.
La preparazione delle uova occupava un intero anno: una volta che un progetto veniva scelto, una squadra di artigiani lavorava per realizzare e montare l'uovo. I temi e l'aspetto delle uova variano ampiamente: per esempio l'uovo del 1900, dedicato alla costruzione della Ferrovia Transiberiana, è avvolto esternamente da una fascia d'argento con inciso il programma dell'itinerario della ferrovia e contiene all'interno un treno d'oro in miniatura.
Dopo la fine dell'impero russo, le uova sono andate disperse: alcune sono state acquisite dal nuovo governo, ma altre sono state vendute dentro e fuori la Russia, e altre perse o distrutte. Nel mese di febbraio del 2004 l'imprenditore russo Viktor Veksel'berg acquistò nove uova precedentemente possedute dall'editore americano Forbes, facendole ritornare così in Russia; nel 2006 si trovavano in Russia in totale 21 uova, per la maggior parte in esposizione nel Palazzo dell'Armeria del Cremlino di Mosca. Altre collezioni più piccole si trovano in vari musei negli Stati Uniti d'America, Regno Unito e Svizzera, mentre singole uova sono conservate anche in Germania, Lichtenstein, Principato di Monaco e Qatar.
Fra il 1989 e il 2009 sono state prodotte, su licenza, nuove uova Fabergé dalla fabbrica di gioielli Pforzheim di Victor Mayer: fra queste ci sono l'Uovo di perle, l'Uovo Spirit of Extasy per Rolls-Royce, l'Uovo del centenario dalla morte di Peter Carl Fabergé e l'Uovo de Il Trono di Spade.

## La collezione imperiale (52 esemplari)

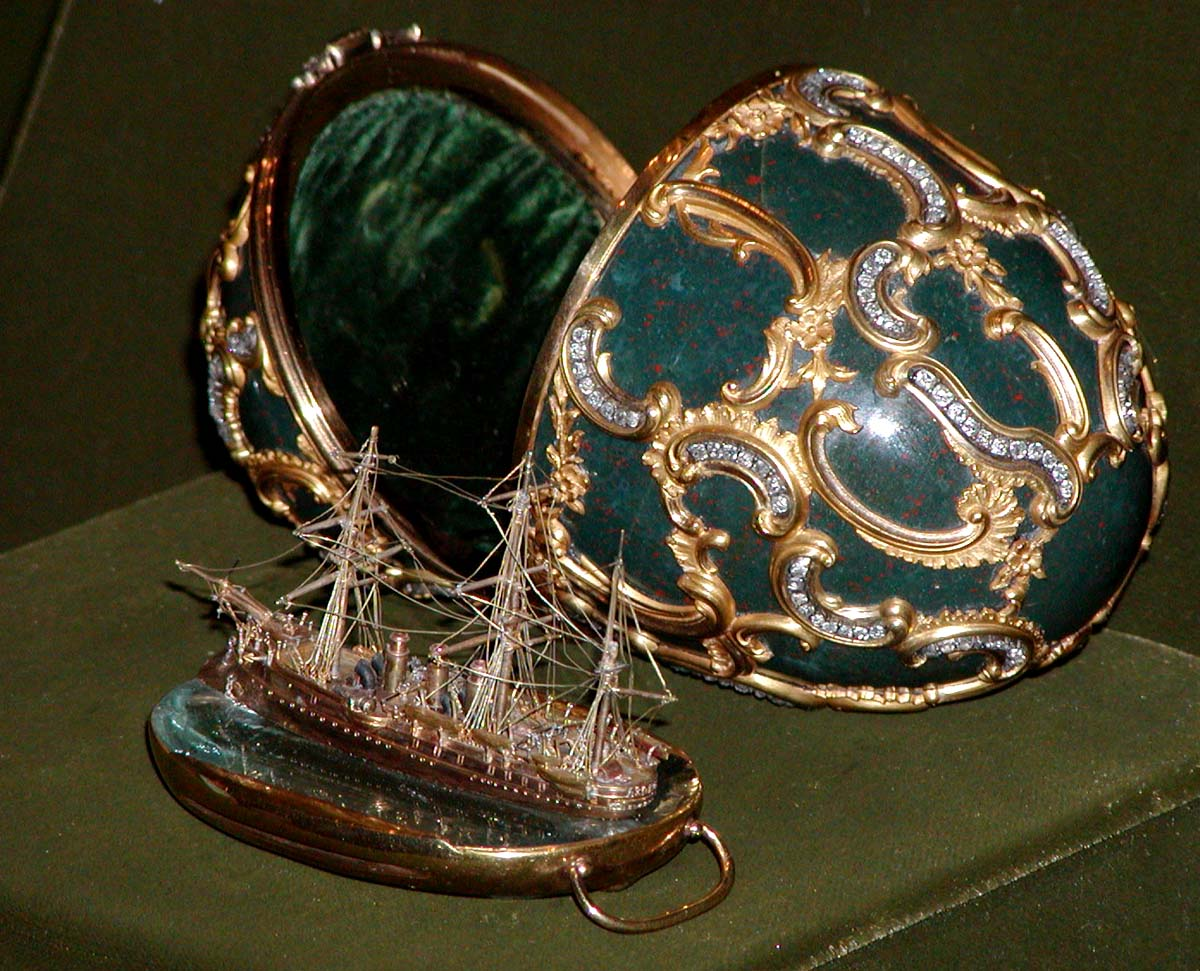
Uovo Memoria di Azov (1891).

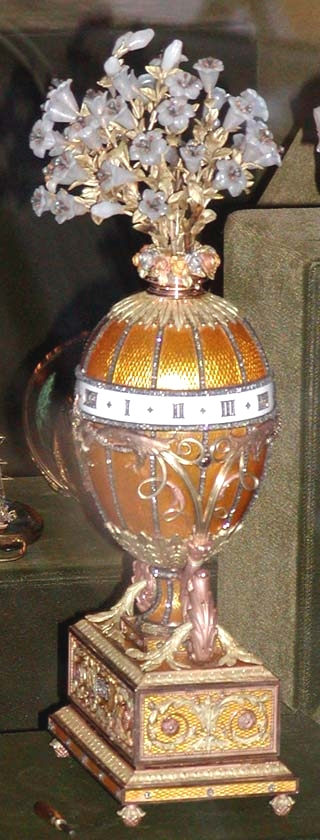
Uovo dei gigli (1899).

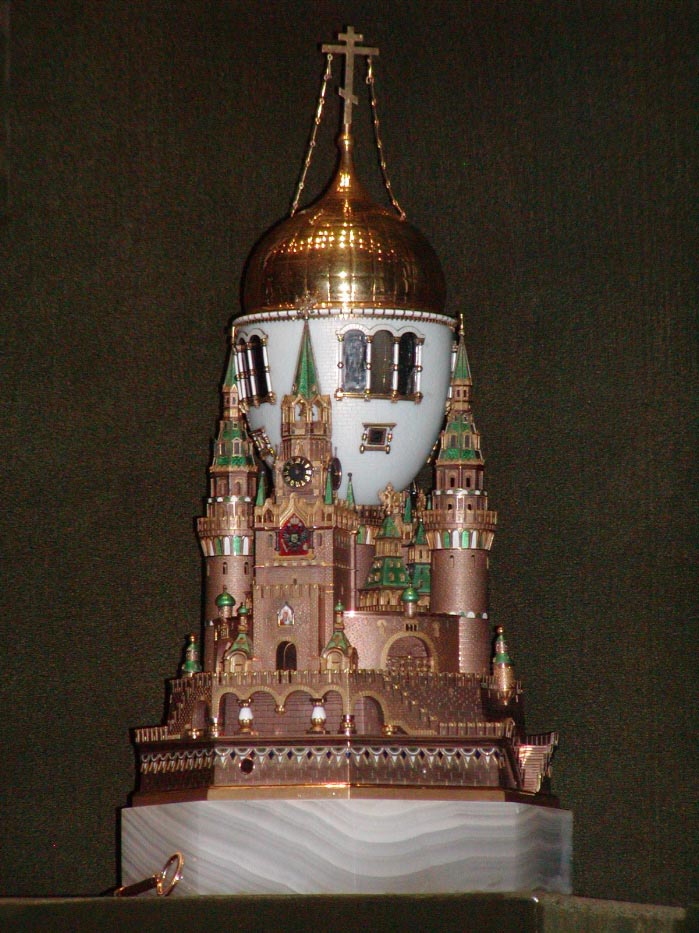
Uovo del Cremlino.

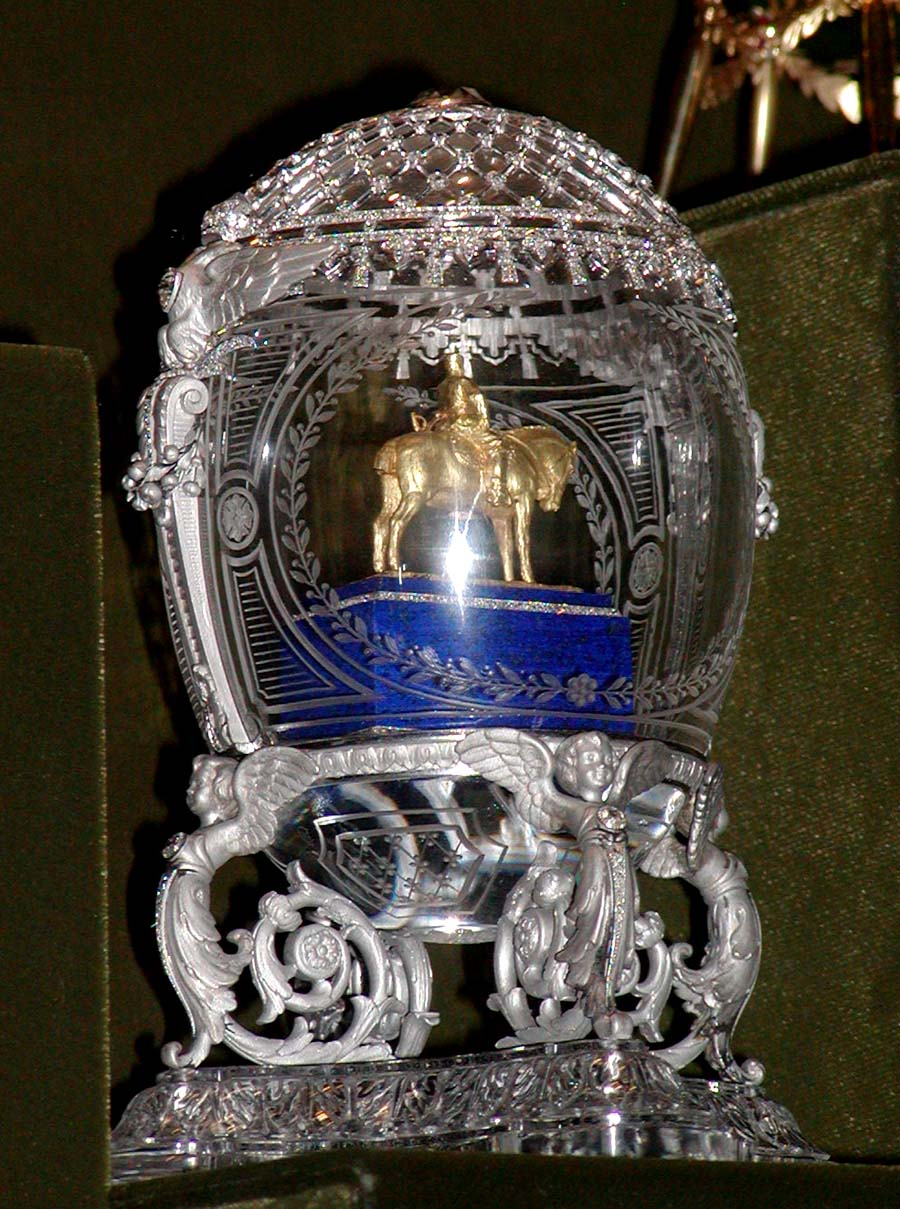
Uovo di Alessandro III a cavallo (1910).

|      | Uova donate da Alessandro III a sua moglie Dagmar di Danimarca | Uova donate da Alessandro III a sua moglie Dagmar di Danimarca |
| ---- | -------------------------------------------------------------- | -------------------------------------------------------------- |
| 1885 | Uovo con gallina                                               | appartenente a Viktor Vekselberg, Russia                       |
| 1886 | Uovo con gallina e pendente di zaffiro                         | disperso                                                       |
| 1887 | Uovo d'oro con orologio                                        | Collezione privata                                             |
| 1888 | Uovo sul cocchio con cherubino                                 | disperso                                                       |
| 1889 | Uovo nécessaire                                                | disperso                                                       |
| 1890 | Uovo dei palazzi danesi                                        | Matilda Geddings Gray Foundation                               |
| 1891 | Uovo Memoria di Azov                                           | Palazzo dell'Armeria, Mosca                                    |
| 1892 | Uovo rete di diamanti                                          | Collezione McFerrin - USA                                      |
| 1893 | Uovo del Caucaso                                               | Matilda Geddings Gray Foundation                               |
| 1894 | Uovo rinascimentale                                            | appartenente a Viktor Vekselberg, Russia                       |

|      | Uova donate da Nicola II a sua moglie Alessandra d'Assia | Uova donate da Nicola II a sua moglie Alessandra d'Assia | Uova donate da Nicola II a sua madre Dagmar di Danimarca | Uova donate da Nicola II a sua madre Dagmar di Danimarca            |
| ---- | -------------------------------------------------------- | -------------------------------------------------------- | -------------------------------------------------------- | ------------------------------------------------------------------- |
| 1895 | Uovo del bocciolo di rosa                                | appartenente a Viktor Vekselberg, Russia                 | Uovo orologio blu con serpente                           | appartenente ad Alberto II di Monaco                                |
| 1896 | Uovo di cristallo                                        | Museo di belle arti della Virginia, Richmond             | Uovo dei dodici monogrammi                               | Hillwood Museum, Washington (sorpresa dispersa)                     |
| 1897 | Uovo dell'incoronazione                                  | appartenente a Viktor Vekselberg, Russia                 | Uovo malva                                               | Disperso. La sorpresa è esposta al Museo Fabergé di San Pietroburgo |
| 1898 | Uovo dei mughetti                                        | appartenente a Viktor Vekselberg, Russia                 | Uovo del pellicano                                       | Museo delle belle arti della Virginia, Richmond                     |
| 1899 | Uovo dei gigli                                           | Palazzo dell'Armeria, Mosca                              | Uovo delle viole                                         | Collezione Gray, New Orleans                                        |
| 1900 | Uovo della Transiberiana                                 | Palazzo dell'Armeria, Mosca                              | Uovo con galletto                                        | appartenente a Viktor Vekselberg, Russia                            |
| 1901 | Uovo cesto di fiori                                      | Royal Collection, Re Carlo III, Regno Unito              | Uovo del palazzo di Gatčina                              | Walters Art Museum, Baltimora                                       |
| 1902 | Uovo di trifoglio                                        | Palazzo dell'Armeria, Mosca                              | Uovo di nefrite                                          | Collezione privata a New York, USA                                  |
| 1903 | Uovo di Pietro il Grande                                 | Museo di belle arti della Virginia, Richmond             | Uovo reale danese                                        | disperso                                                            |
| 1906 | Uovo del Cremlino                                        | Museo dell'Armeria del Cremlino, Mosca                   | Uovo con cigno                                           | Fondazione E. & M. Sandoz, Losanna                                  |
| 1907 | Uovo pergola di rose                                     | Walters Art Gallery, Baltimora                           | Uovo dei trofei d'amore                                  | appartenente a Robert M. Lee, USA                                   |
| 1908 | Uovo del palazzo di Alessandro                           | Palazzo dell'Armeria, Mosca                              | Uovo con pavone                                          | Fondazione E. & M. Sandoz, Losanna                                  |
| 1909 | Uovo dello yacht Štandart                                | Palazzo dell'Armeria, Mosca                              | Uovo in memoria di Alessandro III                        | disperso                                                            |
| 1910 | Uovo delle colonne                                       | Royal Collection, Re Carlo III, Regno Unito              | Uovo di Alessandro III a cavallo                         | Palazzo dell'Armeria, Mosca                                         |
| 1911 | Uovo del XV anniversario                                 | appartenente a Viktor Vekselberg, Russia                 | Uovo dell'alloro                                         | appartenente a Viktor Vekselberg, Russia                            |
| 1912 | Uovo dello zarevic                                       | Museo delle belle arti della Virginia, Richmond          | Uovo napoleonico                                         | Matilda Geddings Gray Foundation                                    |
| 1913 | Uovo del tricentenario dei Romanov                       | Palazzo dell'Armeria, Mosca                              | Uovo dell'inverno                                        | Collezione privata, Qatar                                           |
| 1914 | Uovo mosaico                                             | Royal Collection, Re , Regno Unito                       | Uovo di Caterina la Grande                               | Hillwood Museum, Washington                                         |
| 1915 | Uovo della Croce Rossa                                   | Cleveland Museum of Art, Cleveland                       | Uovo della Croce Rossa con ritratti                      | Museo delle belle arti della Virginia, Richmond                     |
| 1916 | Uovo d'acciaio                                           | Palazzo dell'Armeria, Mosca                              | Uovo dell'Ordine di San Giorgio                          | appartenente a Viktor Vekselberg, Russia                            |
| 1917 | Uovo della costellazione                                 | Museo Mineralogico Fersman, Mosca                        | Uovo di betulla della Carelia                            | Museo Fabergé, Baden-Baden                                          |

## Uova Fabergé per Kelch
Il nobiluomo russo Alexander Kelch ha commissionato a Fabergé sette uova di Pasqua gioiello, una ogni anno dal 1898 al 1904, per regalarle alla moglie Barbara. Furono realizzate sotto la supervisione di Michael Perkhin, all'epoca secondo mastro orafo della Fabergé, che si ispirò a quelle imperiali. Barbara vendette le uova nel 1920.
- Uovo con gallina per Kelch
- Uovo con dodici pannelli
- Uovo pigna
- Uovo dei fiori di melo
- Uovo rocaille
- Uovo bomboniera
- Uovo con gallo

## Le uova di Fabergé nella cultura di massa
Attorno alle uova Fabergé ruota la trama di numerose opere, in cui uova (realmente esistenti o ideate appositamente) sono spesso vittime di furti o trame criminose.
Fra i film, in Octopussy - Operazione piovra (1983) e Ocean's Twelve (2003) viene inscenato il furto dell'Uovo dell'incoronazione. Altri film con uova Fabergé sono Detective Conan - L'ultimo mago del secolo (1999), The Code (2009), Quasi amici - Intouchables (2011), Jajco Faberže (2022) e altri.
Le uova compaiono inoltre in varie serie TV, fra cui La signora in giallo (un ammiratore russo di Jessica Fletcher chiede il suo aiuto per scagionare il fratello, accusato di aver rubato un uovo, nell'episodio 11x11, 1994), I Simpson (episodio 17x07, 2005), la soap opera Il Segreto (Francisca Montenegro regala un uovo a Maria Castaneda, 2011), White Collar (episodio 6x04, 2014), Le avventure di Hooten & the Lady (episodio 1x06, 2016), Peaky Blinders (episodio 3x06, 2016), Brooklyn Nine-Nine (episodio 4x12, 2017), Riverdale (Veronica consegna quattro uova a Betty dal valore di $250'000 nell'episodio 4x03, 2019), Lupin (un uovo viene rubato in casa di una ricca donna nell'episodio 1x05, 2021) e altre ancora.
Uova Fabergé compaiono anche in alcuni videogiochi, fra cui Maize (2016) e nel terzo episodio di Batman: The Telltale Series (2016) in cui è possibile intravedere un uovo in casa di Selina Kyle.